# Сеничкин, Андрей Трофимович
Андрей Трофимович Сеничкин — помощник командира взвода 381-й отдельной разведывательной роты 288-й стрелковой дивизии (22-я армия, 2-й Прибалтийский фронт), старшина.

## Биография
Андрей Трофимович Сеничкин родился в городе Нижний Новгород в рабочей семье. Окончил 8 классов школы, работал токарем на заводе «Красное Сормово».
В августе 1942 года Ждановским райвоенкоматом города Горького был призван в ряды Красной армии. С 1942 года на фронтах Великой Отечественной войны. Воевал на Ленинградском и 3-м Прибалтийском фронтах.
17 сентября 1944 года возле Дакеты (Латвия) старший сержант Сеничкин проник в боевые порядки противника, гранатами и из автомата уничтожил 3-х солдат противника, 2-х взял в плен. 20 сентября 1944, действуя с подчиненными в том же районе, атаковал вражеский обоз, захватил 2 повозки с военными грузами и пленил 2 солдат. Приказом по 298-й стрелковой дивизии от 16 октября 1944 года он был награждён орденом Славы 3-й степени.
10 ноября 1944 года помощник командира взвод старший сержант Сеничкин в Латвии возле хутора Тиэкурс участвовал в захвате контрольного пленного. Он первым ворвался в траншею и захватил пленного. В ночь на 17 ноября 1944 года в том же районе вновь командовал группой разведчиков при захвате пленного. Ворвавшись в траншею он рукоятью пистолета сшиб солдата противника с ног и при помощи других разведчиков доставил его в штаб. Приказом по 288 стрелковой дивизии от 19 ноября 1944 года Сеничкин был награждён орденом Красной Звезды.
В ночь с 30 на 31 января 1945 года в районе населённого пункта Стригули при попытке прохода через позиции противника отделение было замечено противником. Тогда старший сержант Сеничкин повёл группу в обход позиций противника и вышел к шоссе, где в это время проходил пеший патруль противника. Огнём из автомата Сеничкин уничтожил 4-х солдат противника, а одного взял в плен и доставил в расположение части. Кроме того были захвачены трофеи: 2 автоматами 2 облегчённых пулемёта. Приказом по 42-й армии от 8 марта 1945 года старший сержант Сеничкин награждён орденом Славы 2-й степени.
Старшина Сеничкин с 6 бойцами в ночь на 1945 года около населённого пункта Лодэс скрытно соорудил штурмовой мостик через реку Виесите перед передним краем обороны противника и атаковал траншею противника. Разведчики в рукопашной схватке уничтожили 3 гитлеровцев, а одного взяли в плен. Сеничкин гранатой подорвал пулемет с расчетом. Указом Президиума Верховного Совета СССР от 15 мая 1946 года он был награждён орденом Славы 1-й степени.
Старшина Сеничкин демобилизовался в мае 1945 года. Жил в Ленинграде, работал контролёром на заводе «Пролетарий».
6 апреля 1985 года в честь 40-летия Победы он был награждён орденом Отечественной войны 1-й степени.
Скончался Андрей Трофимович Сеничкин 10 января 2002 года.